# العلاقات الساموية الغانية
العلاقات الساموية الغانية هي العلاقات الثنائية التي تجمع بين ساموا وغانا.

## مقارنة بين البلدين
هذه مقارنة عامة ومرجعية للدولتين:
| وجه المقارنة                                              | ساموا                        | غانا         |
| --------------------------------------------------------- | ---------------------------- | ------------ |
| المساحة (كم2)                                             | 2.84 ألف                     | 238.53 ألف   |
| عدد السكان (نسمة)                                         | 196.44 ألف                   | 26.91 مليون  |
| الكثافة السكانية (ن./كم²)                                 | 69.17                        | 112.82       |
| العاصمة                                                   | أبيا                         | أكرا         |
| اللغة الرسمية                                             | لغة إنجليزية، اللغة الساموية | لغة إنجليزية |
| العملة                                                    | تالا ساموي                   | سيدي غاني    |
| الناتج المحلي الإجمالي (بليون دولار)                      | 856.63 مليون                 | 47.33 مليار  |
| الناتج المحلي الإجمالي (تعادل القوة الشرائية) بليون دولار | 1.15 مليار                   | 115.41 مليار |
| الناتج المحلي الإجمالي الاسمي للفرد دولار أمريكي          | 3.94 ألف                     | 1.37 ألف     |
| الناتج المحلي الإجمالي للفرد دولار أمريكي                 | 5.79 ألف                     | 4.08 ألف     |
| مؤشر التنمية البشرية                                      | 0.702                        | 0.579        |
| رمز المكالمات الدولي                                      | +685                         | +233         |
| رمز الإنترنت                                              | .ws                          | .gh          |
| المنطقة الزمنية                                           | ت ع م+13:00                  | 00           |

## منظمات دولية مشتركة
يشترك البلدان في عضوية مجموعة من المنظمات الدولية، منها:
| علم المنظمة | اسم المنظمة                                                | تاريخ انضمام ساموا | تاريخ انضمام غانا |
| ----------- | ---------------------------------------------------------- | ------------------ | ----------------- |
|             | مؤسسة التنمية الدولية                                      | 28 يونيو 1974      | 29 ديسمبر 1960    |
|             | يونسكو                                                     | 3 أبريل 1981       | 11 أبريل 1958     |
|             | وكالة ضمان الاستثمار متعدد الأطراف                         | 27 سبتمبر 2002     | 29 أبريل 1988     |
|             | الأمم المتحدة                                              | 15 ديسمبر 1976     | 8 مارس 1957       |
|             | العملية المشتركة للاتحاد الأفريقي والأمم المتحدة في دارفور | ?                  | ?                 |
|             | مجموعة دول أفريقيا والكاريبي والمحيط الهادئ                | ?                  | ?                 |
|             | دول الكومنولث                                              | ?                  | ?                 |
|             | الاتحاد البريدي العالمي                                    | ?                  | ?                 |
|             | البنك الدولي للإنشاء والتعمير                              | 28 يونيو 1974      | 20 سبتمبر 1957    |
|             | الاتحاد الدولي للاتصالات                                   | 7 أكتوبر 1988      | 17 مايو 1957      |
|             | منظمة حظر الأسلحة الكيميائية                               | ?                  | ?                 |
|             | مؤسسة التمويل الدولية                                      | 28 يونيو 1974      | 3 أبريل 1958      |
|             | المركز الدولي لتسوية المنازعات الاستشارية                  | 25 مايو 1978       | 14 أكتوبر 1966    |
|             | منظمة التجارة العالمية                                     | ?                  | ?                 |
|             | منظمة الشرطة الجنائية الدولية                              | ?                  | ?                 |

## وصلات خارجية
- موقع وزارة الخارجية الغانية